# ویکتور گارسیا (بازیکن فوتبال، زاده مه ۱۹۹۴)
ویکتور گارسیا (انگلیسی: Víctor García؛ زادهٔ ۳۱ مهٔ ۱۹۹۴) بازیکن فوتبال اهل اسپانیا است.
از باشگاه‌هایی که در آن بازی کرده‌است می‌توان به باشگاه ورزشی تنریف اشاره کرد.